# 韦尔-托尔西休闲岛

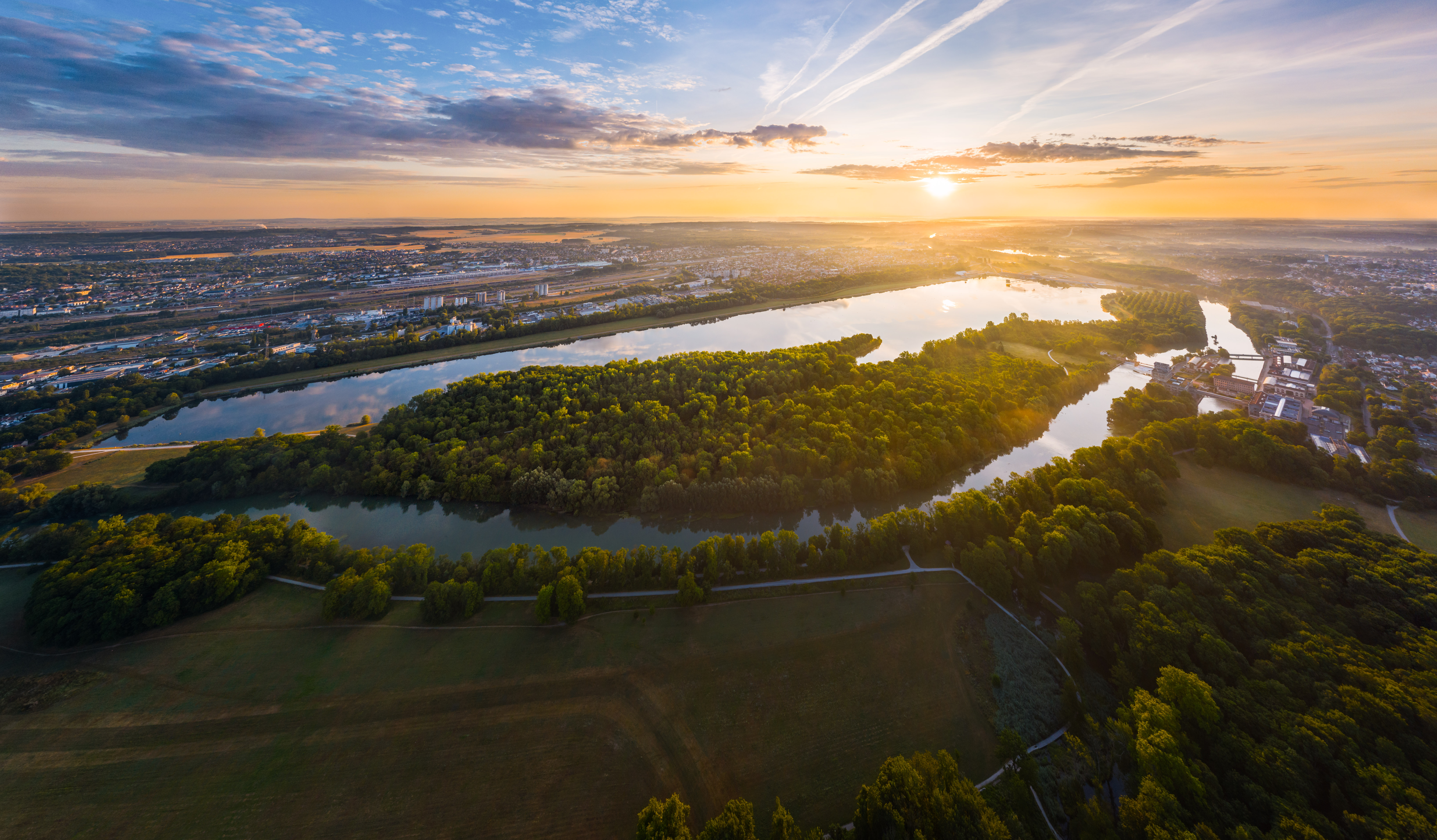

韦尔-托尔西休闲岛（法語：Île de loisirs de Vaires-Torcy）是位于法国塞纳-马恩省马恩河畔韦尔、谢勒和托尔西的一个户外休闲中心，也是法兰西岛地区12个休闲岛之一。2024年，成为夏季奥运会赛艇和皮划艇项目的举办场地。

## 宿舍
休闲岛提供140个住宿床位，可预留给体育或学校团体，营地的帐篷可容纳80个床位。

### 书籍
- Jérôme Bertrand; Frédérique Pré. IAU îdF , 编.  (PDF). Paris/Paris. 2019: 183  [2024-07-28]. ISBN 978-2-7371-2121-0. （原始内容存档 (PDF)于2024-08-04） （法语）.